# Longué-Jumelles
Longué-Jumelles è un comune francese di 7 013 abitanti situato nel dipartimento del Maine e Loira nella regione dei Paesi della Loira.

## Società

### Evoluzione demografica
Abitanti censiti